# هیلوبات
هیلوبات یا هیلوباتس (به انگلیسی: Hylobates) یکی از چهار سردهٔ خانوادهٔ گیبونها است. زمانی این سرده تنها سردهٔ موجود در گیبونها تصور می‌شد، ولی به تازگی برخی از زیرسرده‌های سابق (شامل هولاک، نوماسکوس و سیمفالانگوس) به سرده‌های جداگانه ارتقا یافته‌اند. هیلوبات همچنان یکی از پرگونه‌ترین و گسترده‌ترین سرده‌های گیبون است. پراکندگی جغرافیایی گونه‌های این سرده از نواحی جنوب چین (یون‌نان) تا غرب و مرکز جاوه می‌باشد. ویژگی مشخصهٔ اعضای این سرده داشتن ۴۴ کروموزوم و یک حلقه خز سفیدرنگ دور صورت است.

## طبقه‌بندی
- خانواده هیلوباتید: گیبون‌ها[۱][۲]
  - سرده هیلوبات
    - گیبون سفیددست، هلیوبات لار
      - Malaysian Lar Gibbon, Hylobates lar lar
      - Carpenter's Lar Gibbon, Hylobates lar carpenteri
      - Central Lar Gibbon, Hylobates lar entelloides
      - Sumatran Lar Gibbon, Hylobates lar vestitus
      - Yunnan Lar Gibbon, Hylobates lar yunnanensis

    - گیبون اجایل یا گیبون دست‌سیاه، هیلوبات اجیلیس
      - Mountain Agile Gibbon, Hylobates agilis agilis
      - Bornean White-bearded Gibbon, Hylobates agilis albibarbis
      - Lowland Agile Gibbon, Hylobates agilis unko

    - گیبون بونئویی مولر یا گیبون خاکستری، هیلوبات مولری
      - Müller's Gray Gibbon, Hylobates muelleri muelleri
      - Abbott's Gray Gibbon, Hylobates muelleri abbotti
      - Northern Gray Gibbon, Hylobates muelleri funereus

    - گیبون نقره‌ای، هیلوبات مولوچ
      - Western Silvery Gibbon or Western Javan Gibbon, Hylobates moloch moloch
      - Eastern Silvery Gibbon or Central Javan Gibbon, Hylobates moloch pongoalsoni

    - گیبون کلاهدار یا گیبون کلاهی، هیلوبات پیلئاتوس
    - گیبون کلوس یا گیبون منتاوی یا بیلو، هیلوبات کلوسی

  - سرده هولاک
  - سرده سیمفالانگوس
  - سرده نوماسکوس

### دورگه‌ها
دورگه‌هایی میان گیبون خاکستری و گیبون دست‌سیاه در بخش‌هایی از بورنئو گزارش شده‌است.